# Punto Switcher
Punto Switcher — программа для автоматического переключения между различными раскладками клавиатуры в операционных системах семейства Microsoft Windows и macOS. Программа бесплатна для некоммерческого использования. С 2008 года программа принадлежит «Яндексу».
Версия Punto Switcher 1.0 была опубликована 14 сентября 2001 года.
Основное назначение программы — увеличение продуктивности и удобства при работе с компьютером. Работая в фоновом режиме, Punto Switcher проводит статистический анализ последовательностей вводимых символов слова, и, если сочетание букв оказывается нетипичным для языка, на котором вводятся символы, Punto Switcher переключает язык ввода, стирает напечатанное, эмулируя нажатие клавиши ← Backspace, и повторно вводит текст уже с правильной раскладкой клавиатуры.

## Возможности программы
- Автоматическое переключение раскладки клавиатуры на нужный из двух заданных в настройках языков (по умолчанию — русский или английский, но можно указать другую пару из установленных раскладок).
- Ручное исправление ошибочно набранного выделенного текста либо последнего набранного слова при нажатии заданной пользователем горячей клавиши.
- Замена системного сочетания клавиш для ручного переключения раскладки.
- Плавающий индикатор. Размещение языкового индикатора в любом месте экрана.
- Назначение или отмена опций автопереключения и автоисправления для выбранных пользователем программ.
- Перевод русскоязычного текста в транслит и обратно.
- Преобразование числа в текст. Замена выделенного числа или денежной суммы, написанных цифрами, на число или сумму прописью. Позволяет заменить, например, 247-23 на «Двести сорок семь рублей 23 копейки».
- Отображение индикатора текущей раскладки в системном лотке в виде флагов.
- Оповещение звуком о переключении раскладки, своё озвучивание нажатий клавиш для каждой раскладки клавиатуры.
- Автозамена текста по заранее заданным в программе шаблонам, например, «дд» можно автоматически заменять на «Добрый день!».
- Исправление наиболее часто встречающихся опечаток, например, «очепятка» на «опечатка» (опция существовала в одной из промежуточных версий). В настоящее время опция не поддерживается, но пользователь сам может создать в разделе «Автозамена» список исправления опечаток.
- Очистка текста от форматирования при его копировании и вставке. Для активизации опции необходимо назначить для неё «горячую клавишу».
- Проверка допустимости сочетания букв для текущего языка в набираемом тексте, звуковое оповещение при обнаружении языковых аномалий.
- Просмотр, сохранение в файл буфера обмена Windows, хранение до 30 буферов обмена.
- Ведение дневника — сохранение всех текстов, набираемых на клавиатуре (опционально), также сохранение выделенного текста в дневник по горячей клавише.
- Горячие клавиши для поиска выделенного на экране текста: «Найти в Яндексе», «Яндекс.Словарях», «В русской Википедии», «В английской Википедии».
- Отсылка разработчикам по эл. почте новых предложений по комбинации преобразуемых символов.
- Отправка текста в Твиттер из любого приложения.

## История разработки
Я решил создать Switcher ввиду всем надоевшей проблемы. Если собрать все чертыхания компьютерщиков, когда текст печатается не в той раскладке, то мы получили бы энергию, равную одной атомной бомбе, а может, и двум. :) Сперва мы сделали такую конвертацию в редакторе «Иероглиф», но всё это работало только там, а конвертация нужна везде. У Миши не было времени, и я связался с Сашей Коуровым из города Касли (Челябинская область) и спросил, может ли он отлавливать нажатия клавиш и потом их конвертировать. Он попробовал и сказал, что сможет заняться этим. Работа пошла! Так родился Punto Switcher. Потом у Миши появилось время, и он сваял Keyboard Ninja. Мы решили, что две программы — это хорошо, пусть конкурируют между собой и развиваются. Забавно в этой истории то, что «конкуренты» находятся в постоянном контакте и объясняют друг другу, как лучше сделать ту или иную часть. Хотя внешне всё это выглядит как битва титанов. :)
— Сергей Москалёв, один из авторов Punto Switcher
Первым заметил выход программы в свет компьютерный обозреватель Сергей Голубицкий. 9 октября 2001 в журнале «Компьютерра» появилась его статья, в которой он описал работу программы и рекомендовал её читателям журнала.
Программа Punto Switcher использовалась несколько лет для продвижения поисковой системы punto.ru. Ныне её не существует, а адрес Punto.ru перенаправляет на официальную страницу программы на Яндексе.
К 2004 году программу Punto Switcher загрузили с сервера около 2 миллионов пользователей.
С 2007 года в версии 2.96.3 заявлена экспериментальная поддержка 32- и 64-разрядных версий Windows Vista. Первой версией, официально принадлежащей Яндексу, стала версия 3.0, полностью совместимая с 64-разрядными версиями Windows Vista и Windows XP.
2 июля 2009 года Яндекс выпустил Punto Switcher 1.0.0 для Mac OS X.
Команда под руководством Сергея Москалёва занималась разработкой Punto Switcher по договору с Яндексом с 2008 по 2017 год, когда он ушёл из компании. После ухода из «Яндекса» в июне 2018 года Москалёв запустил аналогичный сервис Caramba Switcher. 

## Альтернативы
Альтернативные программы для ручного и автоматического переключения раскладки:
Windows, Windows NT
- Aml Maple
- Arum Switcher
- Caramba Switcher
- dotSwitcher
- EveryLang
- Key Switcher
- Keyboard Ninja
- LangOver
- Mahou
- Orfo Switcher
- Simple Switcher

X Window System, BSD, Linux
- LoLo Switcher
- X Neural Switcher

macOS
- Caramba Switcher
- RuSwitcher